# 1893 en photographie
| Années de la photographie : 1890 - 1891 - 1892 - 1893 - 1894 - 1895 - 1896    |
| Décennies de la photographie : 1860 - 1870 - 1880 - 1890 - 1900 - 1910 - 1920 |

Cet article présente les faits marquants de l'année 1893 en photographie.

## Événements
- L'aéronaute et photographe Eduard Spelterini est le premier à réaliser des photographies aériennes de la Suisse à bord de son aérostat.
- Premières photographies sous-marines réalisées par le biologiste Louis Boutan au laboratoire Arago de Banyuls-sur-Mer avec un appareil de sa conception[1] ; il invente un procédé de flash sous-marin qui lui permet de faire des « instantanés » sous l'eau[2], et un appareil télécommandé pour les plus grandes profondeurs[3].

- Première démonstration publique de l'électrotachyscope à l'Exposition universelle de 1893 à Chicago : cette invention d'Ottomar Anschütz datant des années 1887 produit l'illusion d'un mouvement d'une série de photographies, prémices du cinéma[4].

- mars : création par Charles Géniaux à Rennes de Bretagne revue qui traite de littérature et de beaux-arts ; sa particularité est son illustration photographique, avec de grandes planches imprimées en phototypie glissées entre les pages de texte.
- avril : la revue d'art britannique The Studio, qui vient d'être créée, publie des clichés des nus masculins de Wilhelm von Gloeden.
- 28 mai : création à Paris de l'Union photographique française, une association ouvrière de photographes, qui a pour objet de réaliser un corpus photographique documentant les rues, immeubles et vitrines à Paris, en liaison avec la Commission du Vieux Paris et le musée Carnavalet[5].
- Congrès de l'Union nationale des sociétés photographiques de France au Havre.

## Expositions
- Le club photographique de Hambourg, soutenu par les élites de la ville, organise à la Kunsthalle une exposition de photographies d’amateurs qui témoigne de la popularisation de ce nouveau médium[6].

## Photographies notables

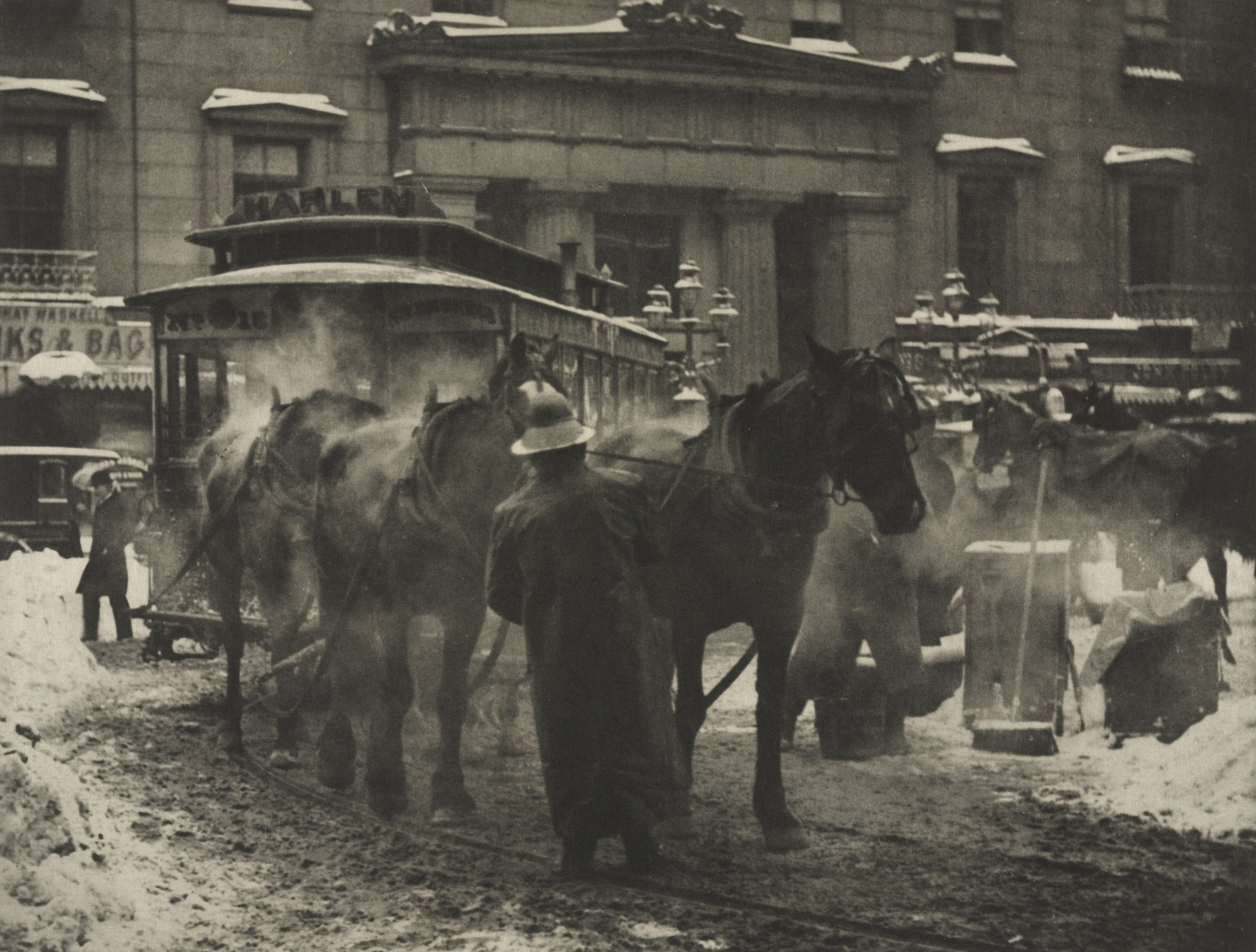
Alfred Stieglitz, The Terminal

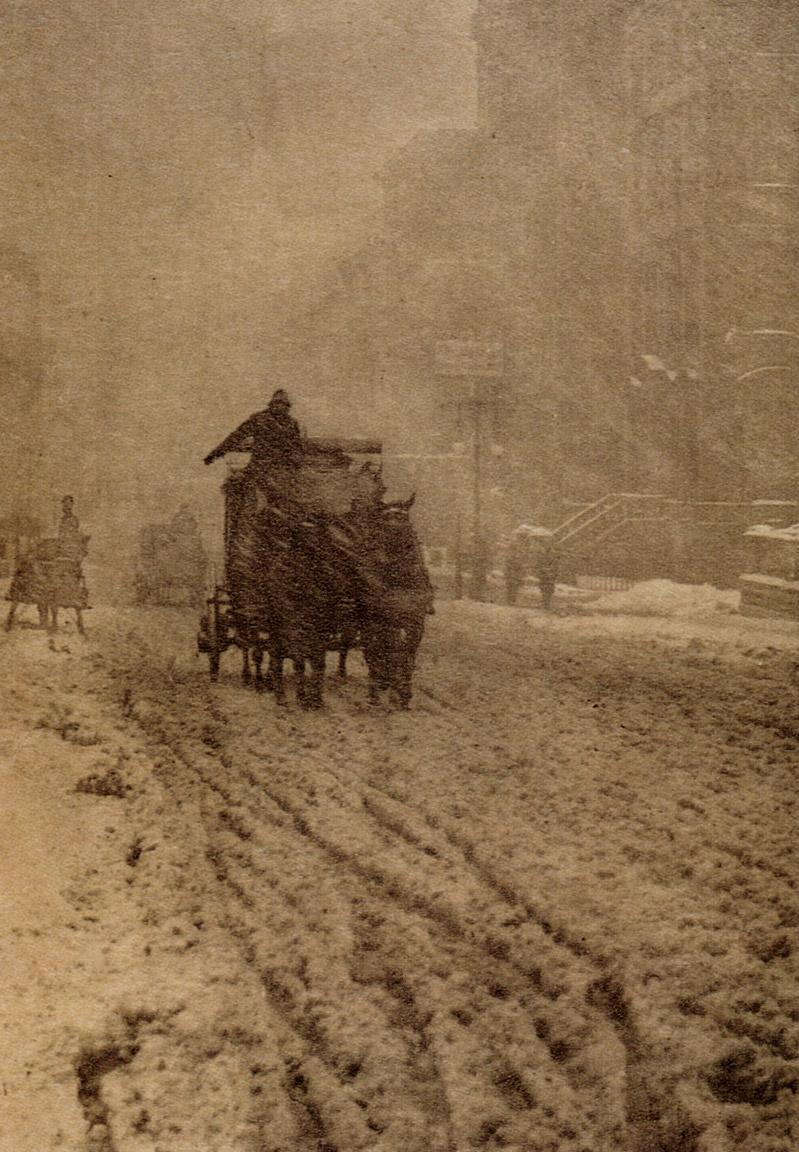
Alfred Stieglitz, Winter - Fifth Avenue.

- 22 février : Alfred Stieglitz, L'hiver sur la Cinquième Avenue (en), photographie prise à New York à l'angle de la Cinquième Avenue et de la 35e rue.
- Alfred Stieglitz, The Terminal (en)[7].

## Études, essais, articles
- Charles Mendel, La Photographie et ses applications. Traité pratique de photographie, à l'usage des amateurs et des débutants, Paris, Librairie de "la Science en famille", coll. « Bibliothèque de la science en famille », 1893, 2e éd., 123 p.
- Robert de la Sizeranne, « Le Photographe et l'artiste », Revue des Deux Mondes, vol. 115,‎ février 1893, p. 839-859 (lire en ligne ).

## Naissances
- 1er janvier : Julien Mandel, photographe polonais, mort le 24 septembre 1961.
- 5 janvier : Yevonde Middleton, photographe anglaise, morte le 22 décembre 1975.
- 17 mars : Max Penson, photographe russe, mort en 1959.
- 31 mars : Diego González Ragel, photographe espagnol, mort le 16 novembre 1951.
- 18 avril : Germaine Van Parys, photographe belge, morte le 22 février 1983.
- 23 avril : Adalberto Benítez, photographe espagnol, lié aux mouvements artistiques de la Nouvelle Vision et de la Nouvelle objectivité (Neue Sachlichkeit), mort le 24 juin 1975.
- 28 juin : Florence Henri, photographe et artiste franco-suisse, active en France, en Allemagne et aux États-Unis, morte le 24 juillet 1982.
- 7 septembre : Anton Josef Trčka, photographe, peintre et écrivain autrichien, mort le 16 mars 1940.
- 28 septembre : Raoul Minot, photographe amateur français, mort déporté en Allemagne le 28 avril 1945 à la suite de ses activités photographiques sous l'occupation nazie de Paris[8].
- 1er octobre : 
  - Marianne Brandt, peintre et photographe allemande, membre du Bauhaus, morte le 18 juin 1983.
  - Antonio Morassi, historien de l'art et photographe italien, mort le 30 novembre 1976.
- 9 octobre : Mário de Andrade, écrivain, photographe et critique d'art brésilien, mort le 25 février 1945.
- 13 octobre : René Guiette, peintre et photographe belge, mort le 9 octobre 1975.
- 5 novembre : Roy Stryker, photographe suisse, mort le 27 septembre 1975.
- 18 novembre : Karimeh Abbud, photographe palestinienne, morte en 1955.
- 8 décembre : Earl Moran, peintre et photographe américain, mort le 17 janvier 1984.
- date précise inconnue :
  - Josep Badosa, photographe et photojournaliste espagnol, mort en octobre 1937.
  - Kiyoshi Nishiyama, photographe japonais, mort en 1983.
  - Kōji Saitō, photographe japonais (date de décès inconnue)

## Décès
- 15 janvier : Auguste Hippolyte Collard, photographe français, né le 1er février 1812.
- 9 mars : George Washington Wilson, photographe écossais, né le 7 février 1823.
- 23 avril : Henry Hering, photographe portraitiste britannique, qui a réalisé une série de photographies entre 1856 et 1862 à l'asile pour aliénés du Bethlem Royal Hospital à Londres, né en 1814.
- 10 août : Robert Cornelius, photographe américain, né le 1er mars 1809.
- Date précise inconnue :
  - Pompeo Bondini, photographe italien, né en 1828.

## Célébrations
Centenaire de naissance
- Samuel Bemis (en)
- Sarah Anne Bright
- Conde de Lipa
- Jean-Baptiste Louis Gros

## Référénces
1. ↑  (de) « Kamera Louis Boutan », sur vdst.de (archivé sur Internet Archive).
2. ↑  Louis Boutan, « L'instantané dans la photographie sous-marine », Archives de zoologie expérimentale et générale, vol. 6, no 3,‎ 1898, p. 305-330.
3. ↑  Fabricio Cárdenas, 66 petites histoires du Pays Catalan, Perpignan, Ultima Necat, coll. « Les vieux papiers », 2014 (ISBN 978-2-36771-006-8), p. 17-18.
4. ↑  (de) Deac Rossell, Faszination der Bewegung. Ottomar Anschütz zwischen Photographie und Kino, Francfort, Stroemfeld, 2001 (ISBN 3-87877-774-4).
5. ↑  Stéphanie Sotteau, L'Union photographique française de 1898 à 1912 : fonds topographique du Musée Carnavalet (mémoire de maîtrise, histoire de l'art), Paris 4, 1996.
6. ↑  Christian Joschke, « La photographie, la ville et ses notables », Études photographiques, no 17,‎ novembre 2005, p. 136-157 (lire en ligne ).
7. ↑  (en) « The Terminal - Alfred Stieglitz », sur Metropolitan Museum of Art.
8. ↑  Philippe Broussard, « La photo retrouvée de Raoul Minot, le « photographe fantôme » du Paris occupé », Le Monde,‎ 14 septembre 2024 (lire en ligne).